# Myo Ko Tun
Myo Ko Tun (Pakokku, 9 de marzo de 1995) es un jugador de fútbol de Myanmar.
Myo Ko Tun juega en el Yadanarbon FC desde 2015. El club jugó en la primera división del país, la Liga Nacional de Myanmar. Fue subcampeón con el club en 2015 y celebró el campeonato de fútbol de Myanmar en 2016.

## Selección nacional
Myo Ko Tun ha jugado para la selección nacional de Myanmar desde 2016. Hizo su debut en la selección nacional el 29 de marzo de 2016 en un clasificatorio para la Copa del Mundo contra Líbano. Aquí estaba en la alineación inicial y fue sustituido por Kyaw Zin Lwin en el minuto 79.